# Asbjørn Aarseth
Asbjørn Aarseth, född 21 oktober 1935, död 31 augusti 2009, var en norsk litteraturforskare.
Aarseth blev 1985 professor i nordisk litteratur vid Universitetet i Bergen. Bland hans verk märks Episke strukturer (1976), Romantikken som konstruksjon (1985). Tillsammans med Atle Kittang skrev han 1968 Lyriske strukturer.